# جان جان دومن
جان جان دومن (انگلیسی: John-John Dohmen؛ زادهٔ ۲۴ ژانویهٔ ۱۹۸۸) بازیکن هاکی روی چمن اهل بلژیک است.